# Spitalfields

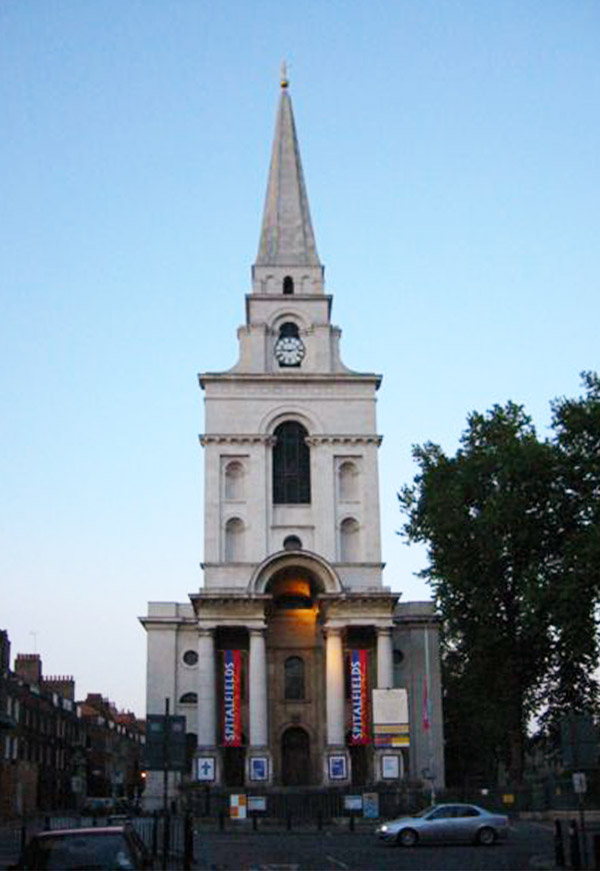
Christ Church i Spitalfields

Spitalfields är en stadsdel (district) i London Borough of Tower Hamlets, i Londons East End, nära gränsen till City of London. Namnet Spitalfields är en sammandragning av Hospital Fields vilket i sin tur syftar på medeltidssjukhuset S:t Mary's Hospital som grundades här 1197.